# Amphimenes piceolus
Amphimenes piceolus is een keversoort uit de familie van de loopkevers (Carabidae). De wetenschappelijke naam van de soort is voor het eerst geldig gepubliceerd in 1873 door Henry Walter Bates.